# Goran Blažević
Goran Blažević (* 7. Juni 1986 in Split, SFR Jugoslawien) ist ein ehemaliger kroatischer Fußballtorhüter.

## Karriere

### Vereine
Blažević startete seine Karriere in der Jugendabteilung von Hajduk Split. Im Alter von 18 Jahren wechselte er für zwei Jahre auf Leihbasis zum heute aufgelösten Verein HNK Trogir. 2006 wurde sein Vertrag bei Hajduk aufgelöst. Blažević wechselte im Sommer zu NK Zagora Unešić. Nachdem er dort nur selten zum Einsatz gekommen war, wechselte er in der Winterpause zu NK Junak Sinj. Dort kam er regelmäßig zum Einsatz.
Nach einem Jahr wechselte er dann zum kroatischen Erstligisten HNK Šibenik, bei dem er sofort zum Stammtorwart wurde. Im Dezember 2011 löste Šibenik wegen finanzieller Probleme Blaževićs Vertrag auf. Im Januar 2012 unterschrieb er einen Vierjahresvertrag bei seinem Jugendverein Hajduk Split, bei dem er Danijel Subašić ersetzen sollte, der zum AS Monaco wechselte. Nach eineinhalb Jahren folgte zur Saison 2013/14 sein Wechsel zum bulgarischen Klub Lewski Sofia. Nach weiteren Wechseln kehrt er 2018 zu Hajduk Split zurück, wo er 2020 seine aktive Karriere beendete.

### Nationalmannschaft
Nach Spielen in der U-16 und in der U-17 wurde Blažević nicht mehr für weitere U-Nationalmannschaften nominiert. 2012 wurde er in einem Freundschaftsspiel gegen eine HNL-Auswahl erstmals nominiert.